# Tekstnet
Tekstnet is de beroepsorganisatie van tekstschrijvers in Nederland en Vlaanderen. De in 1990 opgerichte vereniging houdt zich bezig met professionalisering van het vak, kennisuitwisseling onder haar leden en belangenbehartiging voor tekstschrijvers en andere zelfstandige tekstprofessionals. Begin 2021 telde de vereniging circa 350 leden.
Aangezien tekstschrijver geen beschermd beroep is - iedereen kan zich tekstschrijver noemen - stelde de vereniging aanvankelijk kwaliteitseisen voor lidmaatschap. In 2017 werd de toelatingsprocedure vervangen door een puntensysteem: leden kunnen sindsdien punten verzamelen door hun expertise te vergroten, bijvoorbeeld door deel te nemen aan workshops. Wie voldoende punten behaalt, mag zich Erkend Pluslid noemen.
Naast workshops organiseert Tekstnet regionale intervisiebijeenkomsten, waarbij leden ervaringen uitwisselen en hun vakinhoudelijke kennis delen. Voornaamste ontmoetingsmoment is het tweejaarlijkse congres Tekstnetwerken. Veel activiteiten zijn ook voor niet-leden toegankelijk.
In 2005 was Tekstnet een van de partners in het Platform de Witte Spelling, die in het geweer kwam tegen de als te rigide ervaren spellingregels uit het Groene Boekje. Op een geheel ander gebied vond belangenbehartiging plaats door de introductie van een modelovereenkomst voor tekstopdrachten (schrijfwerk, redactiewerk, vertalingen e.a.), waaraan na de invoering van de Wet deregulering beoordeling arbeidsrelaties behoefte was ontstaan.
Tekstnet is aangesloten bij het Platform Makers. Daarnaast werkt de beroepsorganisatie samen met Logeion, de Nederlandse vereniging van communicatieprofessionals.